# Transportgeschwader 2
Das Transportgeschwader 2 war ein Verband der Luftwaffe der Wehrmacht im Zweiten Weltkrieg. Es wurde ursprünglich im Januar 1941 als Kampfgeschwader z.b.V. 3 aufgestellt. Als Transportgeschwader, ausgestattet mit Transportflugzeugen vom Typ Junkers Ju 52 führte es Transportaufträge durch. Das Geschwader beteiligte sich an der Luftlandeschlacht um Kreta und dem Deutsch-Sowjetischen Krieg. Es wurde am 30. September 1944 aufgelöst.

## Aufstellung
Der Stab des Transportgeschwaders 2 wurde im Januar 1941 als Stab des Kampfgeschwaders zur besonderen Verwendung 3 (KG z.b.V. 3) aufgestellt. Diesem Stab waren keine geschwadereigenen Gruppen unterstellt. Stattdessen führte er von Fall zu Fall unterschiedliche selbstständige Kampfgruppen z.b.V. Im Mai 1943 erfolgte die Umbenennung in Stab des Transportgeschwaders 2. Diesem Geschwaderstab wurden die ehemals selbstständigen Kampfgruppen z.b.V. 600, 800 und 106 als I. bis III. Transportgruppe zugeführt. Alle drei Gruppen waren mit dem dreimotorigen Transportflugzeug Junkers Ju 52 ausgestattet. Am 30. September 1944 wurde der Geschwaderstab und die I. Gruppe aufgelöst. Die II. und III. Gruppe bestanden bis Mai 1945 fort. Die Geschwaderkennung war G6.

## Gliederung
Der Geschwaderkommodore und sein Stab führten die I. bis III. Gruppe die wiederum in Staffeln unterteilt waren. Die 1. bis 4. Staffel gehörte der I. Gruppe, die 5. bis 8. Staffel der II. Gruppe und die 9. bis 12. Staffel der III. Gruppe an. Jede Staffel, geführt durch einen Staffelkapitän, war in vier Ketten mit je drei Flugzeugen unterteilt. Daraus ergab sich eine Sollstärke der Transportgruppe von je 48 Flugzeugen, geführt durch den Gruppenkommandeur. Dies ergab bei drei Transportgruppen eine Sollstärke des Geschwaders von 144 Flugzeugen.

## Geschichte

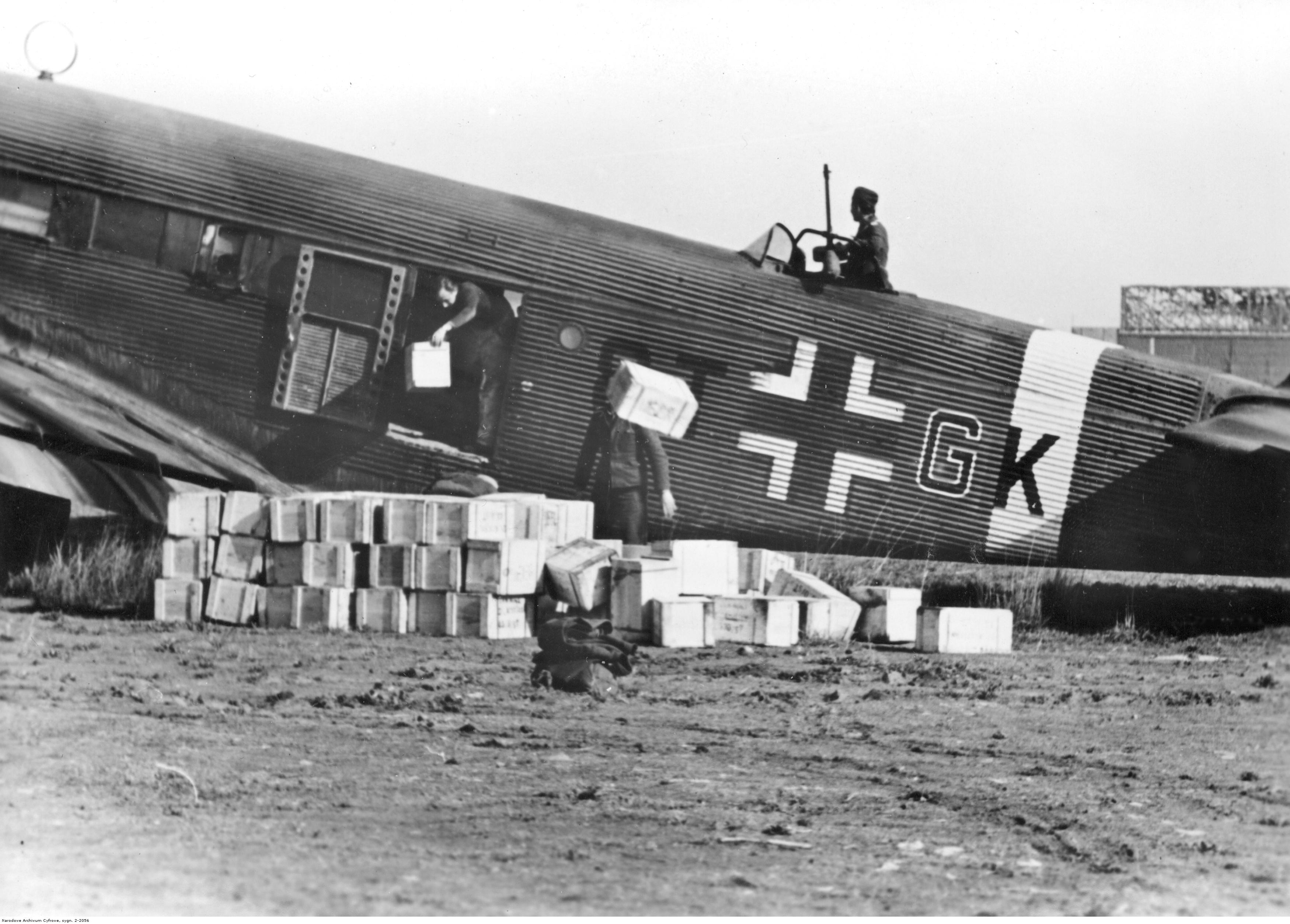
Entladung einer Junkers Ju 52 der 2. Staffel der Kampfgruppe z.b.V. 800 (ab Mai 1943 II./TG 2) in Nordafrika, 1943.

Am Unternehmen Weserübung, der Besetzung Dänemarks und Norwegen kam die Kampfgruppe z.b.V. 106 unter dem X. Fliegerkorps zum Einsatz. Diese lag in Uetersen (Lage).
Bei der am 20. Mai 1941 beginnenden Luftlandeschlacht um Kreta war die Kampfgruppe z.b.V. 106 dem XI. Fliegerkorps der Luftflotte 4 unterstellt. Vom griechischen Flugplatz Tanagra (Lage) aus, flog sie Fallschirmjäger und Luftlandetruppen nach Kreta.
Die Kampfgruppe z.b.V. 106 wechselte zum 22. Juni 1941, bei Beginn des Deutsch-Sowjetischen Krieges zur Luftflotte 1 auf den Fliegerhorst Insterburg.
Bei Aufstellung des Transportgeschwader 2 lagen alle drei Gruppen in Brindisi in Italien. Die I. und die III. Gruppe verlegten anschließend in den Süden der Ostfront, während die II. Gruppe in Italien blieb. Dies änderte sich bis zur Auflösung des Geschwaders nicht.
Am 4. November 1944 flog der Gruppenkommandeur der III. Gruppe, Major Gerhard Dudeck, in einer Junkers Ju 52 der 7. Staffel (Geschwaderkennung 8T+PR) als Beobachter mit, als sie Verwundete von Mazedonien nach Griechenland flogen. Nahe Vanitsa, ungefähr 50 Kilometer westlich von Saloniki mussten sie aufgrund Benzinmangels notlanden. Dabei wurde niemand verletzt, aber alle Beteiligten gerieten in Kriegsgefangenschaft.
Die II. Gruppe verfügte am 10. Januar 1945 über 27 Junkers Ju 52, während die III. Gruppe 28 Junkers Ju 52 zur Verfügung hatte.
Bei Versorgungsflügen zur eingeschlossenen Stadt Breslau wurde der Gruppenkommandeur der III. Gruppe, Major Erich Reymann mit seiner Junkers Ju 52 nahe Breslau-Gandau durch sowjetische Flak abgeschossen und verstarb.

## Kommandeure

### Geschwaderkommodore
| Dienstgrad   | Name             | Zeit                                |
| ------------ | ---------------- | ----------------------------------- |
| Generalmajor | Ulrich Buchholz  | 1. Februar 1941 bis 15. Januar 1943 |
| Oberst       | Theodor Beckmann | 1. Februar 1943 bis Mai 1943        |
| Oberst       | Walter Erdmann   | 15. Juni 1943 bis März 1944         |

### Gruppenkommandeure
I. Gruppe
- Major Johannes Janzen, Januar 1941 bis ?[12]
- Hauptmann Zeidler, Dezember 1941 bis ?
- Major Josef Grons, 1. Mai 1943 bis 4. September 1944[13]

II. Gruppe
- Major Kalepke, Dezember 1941 bis ?
- Major Paul Quednau, Mai 1943 bis 1. Februar 1944[14]
- Major Hasso von Melgunhoff, 2. Februar 1944 bis ?[15]
- Major Kurt Karl Harnisch, 28. Juli 1944 bis 8. Mai 1945[16]

III. Gruppe
- Major Hugo Stolt, 15. Mai 1943 bis 2. Juni 1943[17]
- Major Walter Hornung, 2. Juni bis 10. Juni 1943[18]
- Oberstleutnant Josef Kögl, 10. Juni 1943 bis 22. Juni 1944[19]
- Major Gerhard Dudeck, 23. Juni 1944 bis 4. November 1944[20]
- Major Erich Reymann, 5. November 1944 bis 14. März 1945 †[21]
- Major Hans-Hermann Ellerbrock, 29. März 1945 bis 30. April 1945[22]

## Auszeichnungen
Bekannte Träger des Ritterkreuz des Eisernen Kreuzes oder höherer Stufen des Kampfgeschwader z.b.V. 3 oder des Transportgeschwaders 2.
| Name             | Dienstgrad    | Einheit   | Ritterkreuz   |
| ---------------- | ------------- | --------- | ------------- |
| Bordellè, Walter | Oberleutnant  | 8./TG 2   | 26. März 1944 |
| Dudeck, Gerhard  | Hauptmann     | III./TG 2 | 9. Juni 1944  |
| Grons, Josef     | Major         | I./TG 2   | 1. Mai 1943   |
| Kummer, Alfred   | Oberfeldwebel | 11./TG 2  | 18. Nov. 1944 |
| Messer, Wilhelm  | Leutnant      | 11./TG 2  | 12. März 1945 |
| Schmitz, Günther | Oberfeldwebel | 6./TG 2   | 20. Apr. 1944 |
| Valet, Hans      | Leutnant      | 3./TG 2   | 20. Apr. 1944 |